# Haikka
Haikka är en ö i Finland. Den ligger i sjön Päijänne och i kommunen Jyväskylä i den ekonomiska regionen  Jyväskylä  och landskapet Mellersta Finland, i den södra delen av landet, 200 km norr om huvudstaden Helsingfors. Öns största längd är 480 meter i nord-sydlig riktning.